# 1345

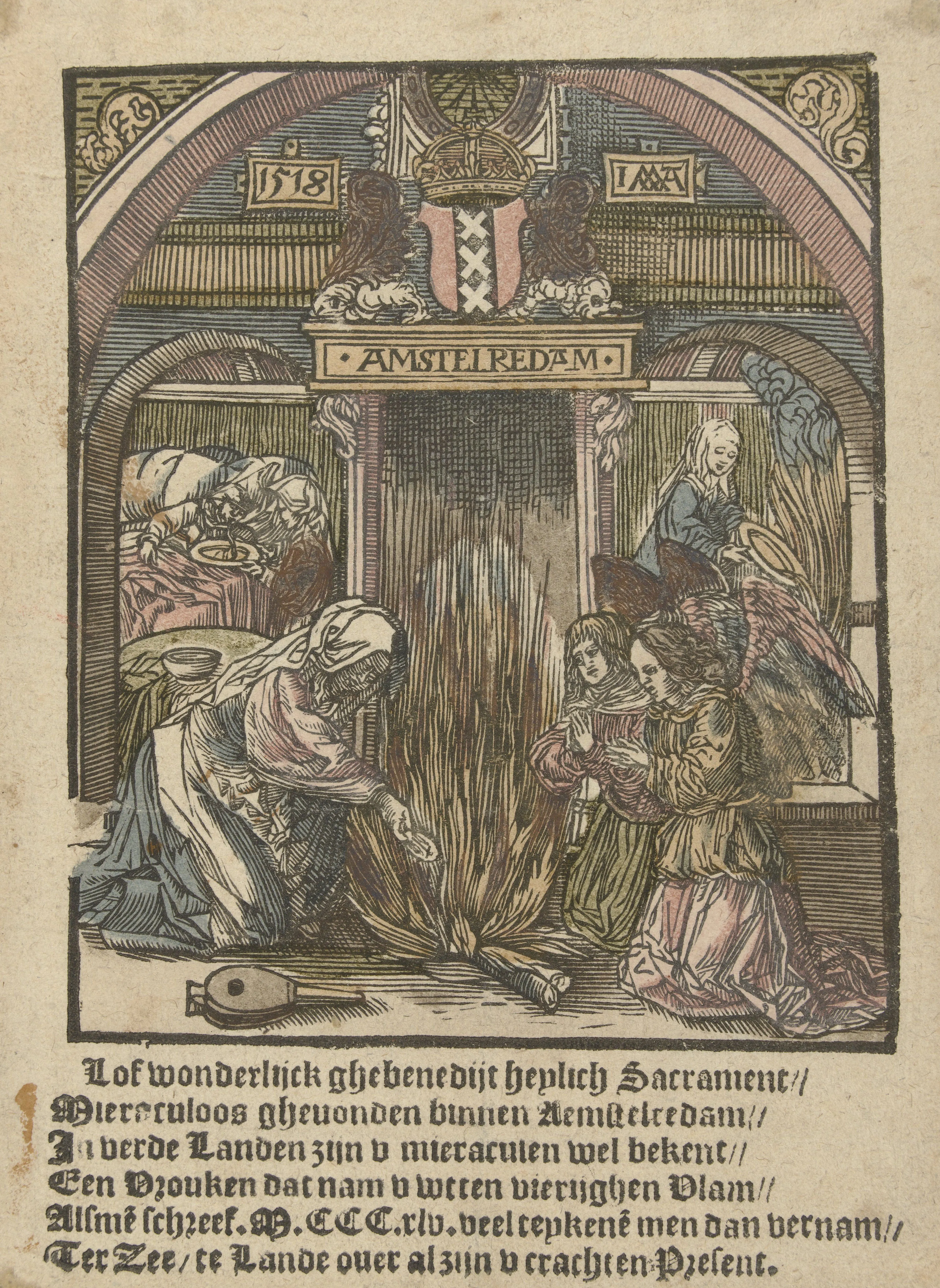
Mirakel van Amsterdam

Het jaar 1345 is het 45e jaar in de 14e eeuw volgens de christelijke jaartelling.

## Gebeurtenissen
maart
- 15 - Mirakel van Amsterdam

april
- 17 - De broers Magnus I van Brunswijk en Ernst van Brunswijk-Göttingen verdelen hun gezamenlijk bestuurde gebied. Magnus krijgt Brunswijk-Wolfenbüttel en Ernst Brunswijk-Göttingen

mei
- 2 - Kwade Maendag: Bij een strijd tussen de gilden der wevers en der volders in Gent komen honderden personen om het leven.

juni
- 8 - Beleg van Utrecht: Graaf Willem IV van Holland slaat het beleg voor Utrecht.

juli
- 21 - Na 8 weken geeft Utrecht zich over en erkent het leengezag van Holland.
- 24 - Bij terugkeer uit Engeland van de Gentse volksleider Jacob van Artevelde gaat het gerucht, dat hij de stad heeft toegezegd aan de prins van Wales. Hij wordt door de bevolking gelyncht.

september
- 1 - Een aardverschuiving in Gauldalen (Noorwegen) eist circa 250 slachtoffers.
- 26 - Slag bij Warns: Willem IV van Holland, die Friesland was binnengevallen om te trachten zijn gezag daar te vestigen, wordt door de Friezen verslagen en sneuvelt.

oktober
- 21 - Slag bij Auberoche: Engelse troepen verslaan Franse troepen in de Honderdjarige Oorlog dankzij een verrassingsaanval.

november
- 22 - Kasteel Wulven in Houten wordt ingenomen door de bisschop van Utrecht Jan van Arkel. Wegens het verzet van de heer van Wulven tegen de bisschop wordt het kasteel afgebroken.

- Stadsrechten voor Narva, Oldenburg, Potsdam.
- Het Spui in Den Haag wordt aangelegd.
- Oudste vermelding van Lagarfljótsormurinn, een IJslands watermonster
- oudst bekende vermelding: Gelieren

## Opvolging
- Holland en Henegouwen - Willem IV opgevolgd door zijn zuster Margaretha
- Litouwen - Jaunutis opgevolgd door zijn broer Algirdas
- Luik - Engelbert III van der Mark in opvolging van zijn oom Adolf van der Mark
- Mamelukken (Egypte) - as-Salih Ismail opgevolgd door al-Kamil Shaban

## Afbeeldingen

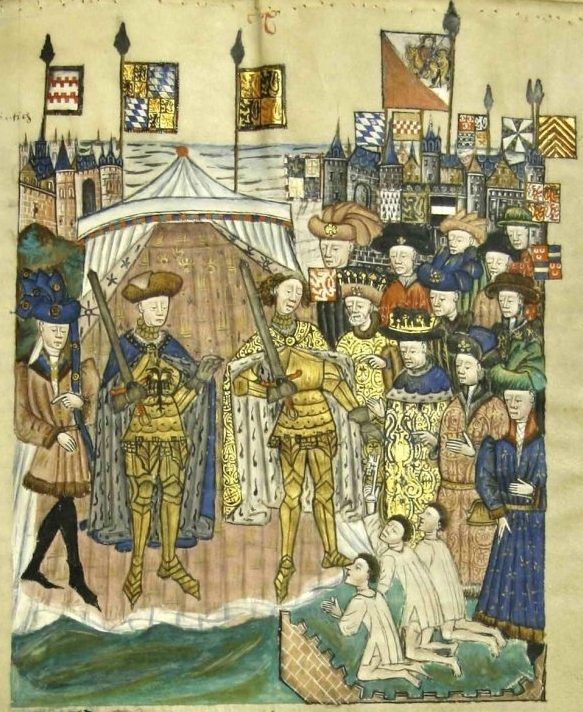
De Utrechters vragen vergiffenis zoals geëist door Willem IV
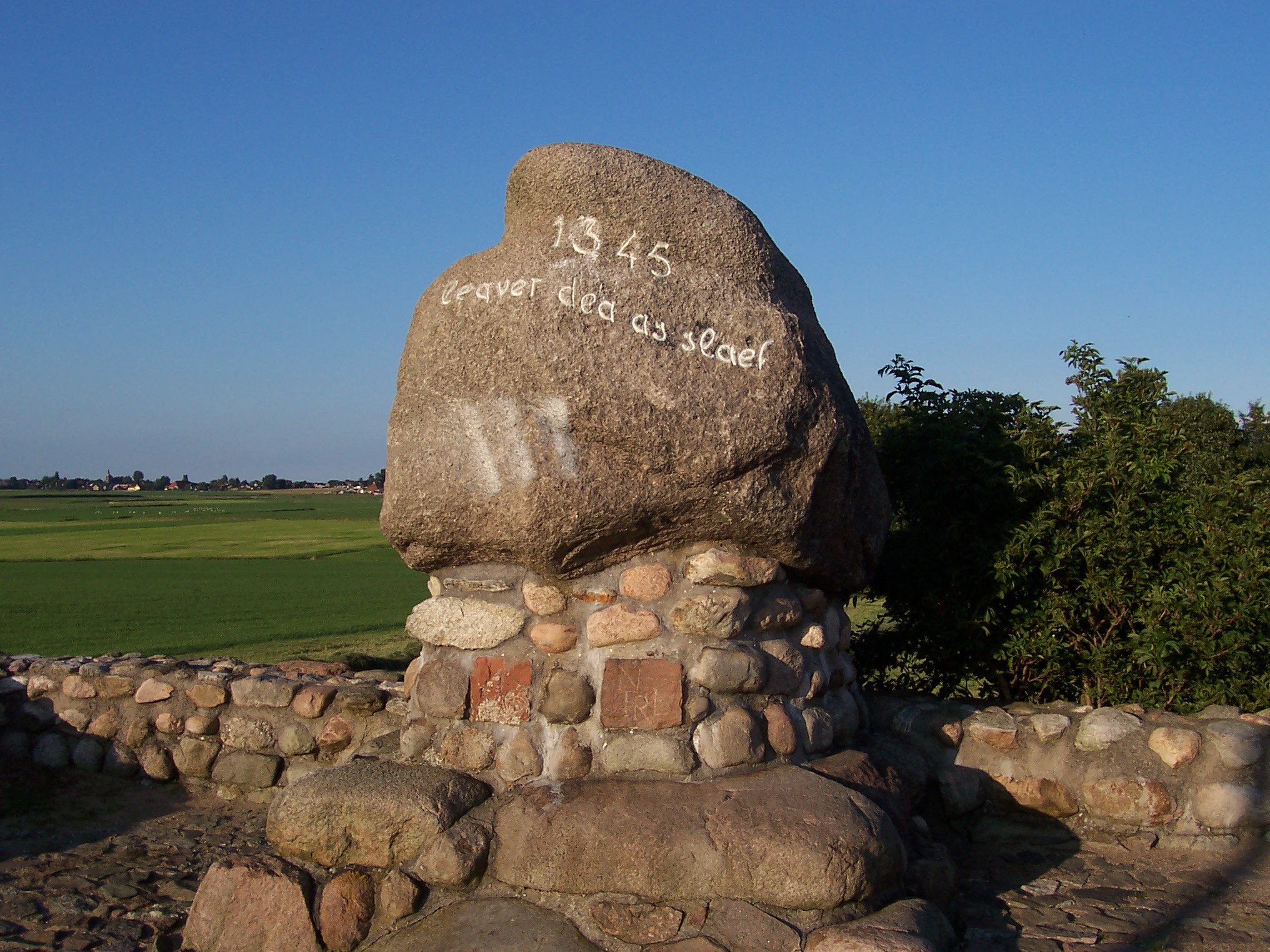
Monument voor de Slag bij Warns
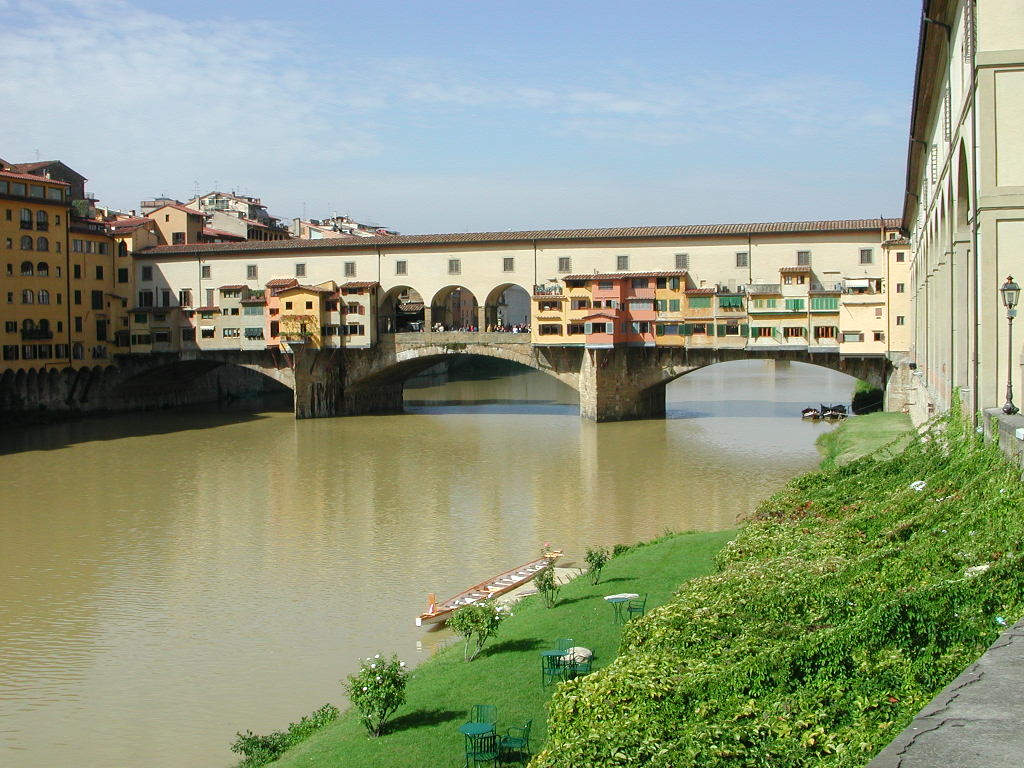
Ponte Vecchio, Florence, herbouwd 1345
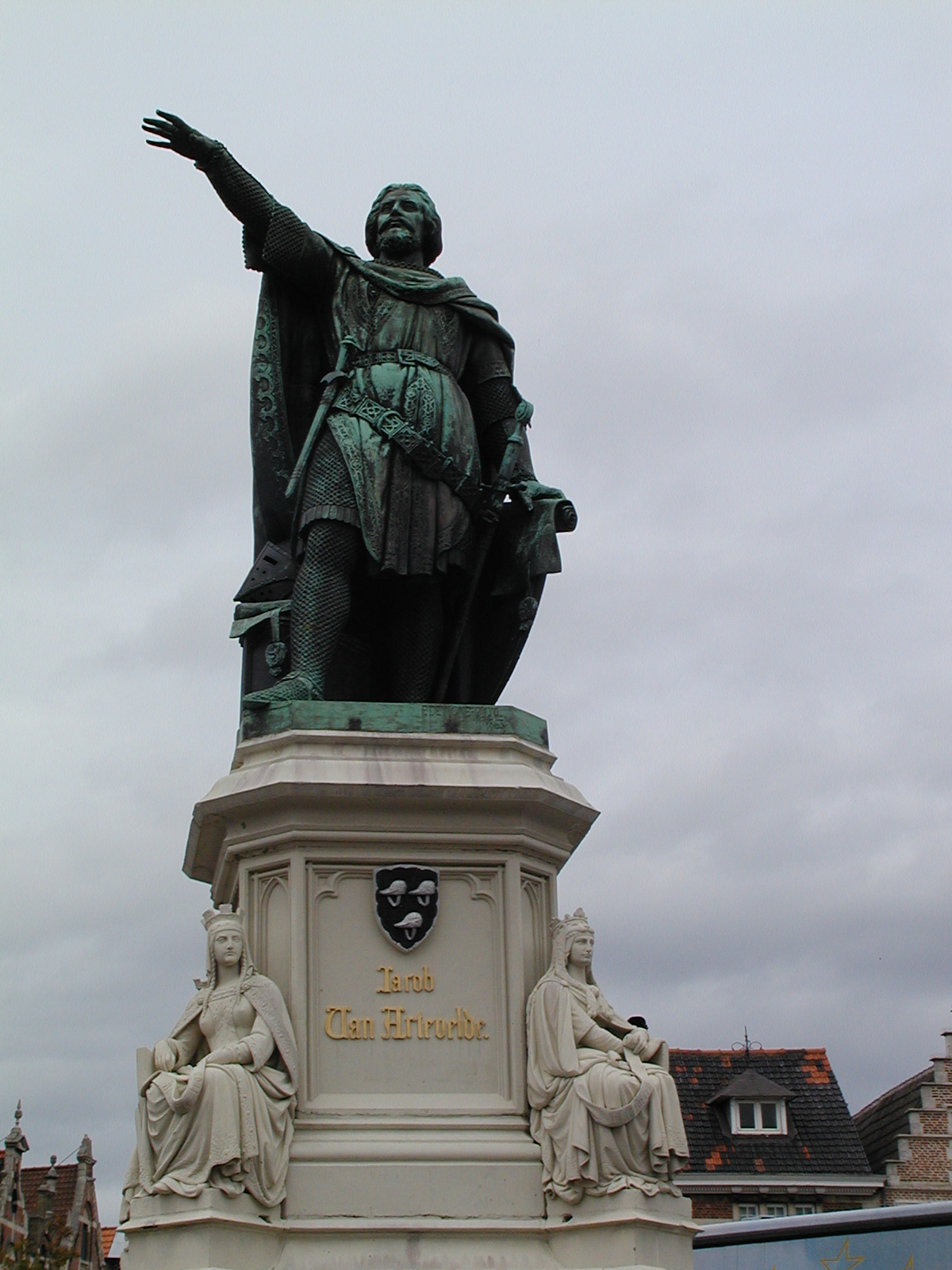
Jacob van Artevelde

## Geboren
- 26 maart - Blanche van Lancaster, Engels edelvrouw
- 31 oktober - Ferdinand I, koning van Portugal (1367-1383)
- Catharina Hoen, Limburgs edelvrouw
- Karel II/III, koning van Napels (1382-1386) en Hongarije (1385-1386) (jaartal bij benadering)

## Overleden
- 18 februari - Ziemovit II van Mazovië (~61), Pools edelman
- 14 april - Richard de Bury (58), Engels bibliofiel
- 1 mei - Peregrinus Laziosi, Italiaans geestelijke
- 28 juni - Hendrik II van Schweidnitz (~29), Silezisch edelman
- 24 juli - Jacob van Artevelde, Vlaams staatsman
- 26 september - Jan I van Montfoort, Hollands edelman
- 26 september - Nicolaas van Arkel, Utrechts ridder
- 26 september - Willem IV (~28), graaf van Holland en Henegouwen (1337-1345)
- 26 september - Willem I van Naaldwijk, Nederlands edelman
- 27 september - Floris I van Haamstede, Zeeuws edelman
- 13 november - Constance Manuel (~27), echtgenote van Peter I van Portugal
- Filips III van Wassenaer, Hollands edelman
- Lodewijk van Hessen (~26), Duits edelman
- Walter Burley, Engels filosoof (jaartal bij benadering)